# Urbanització
|  | Per a altres significats, vegeu «Urbanització (nucli)». |

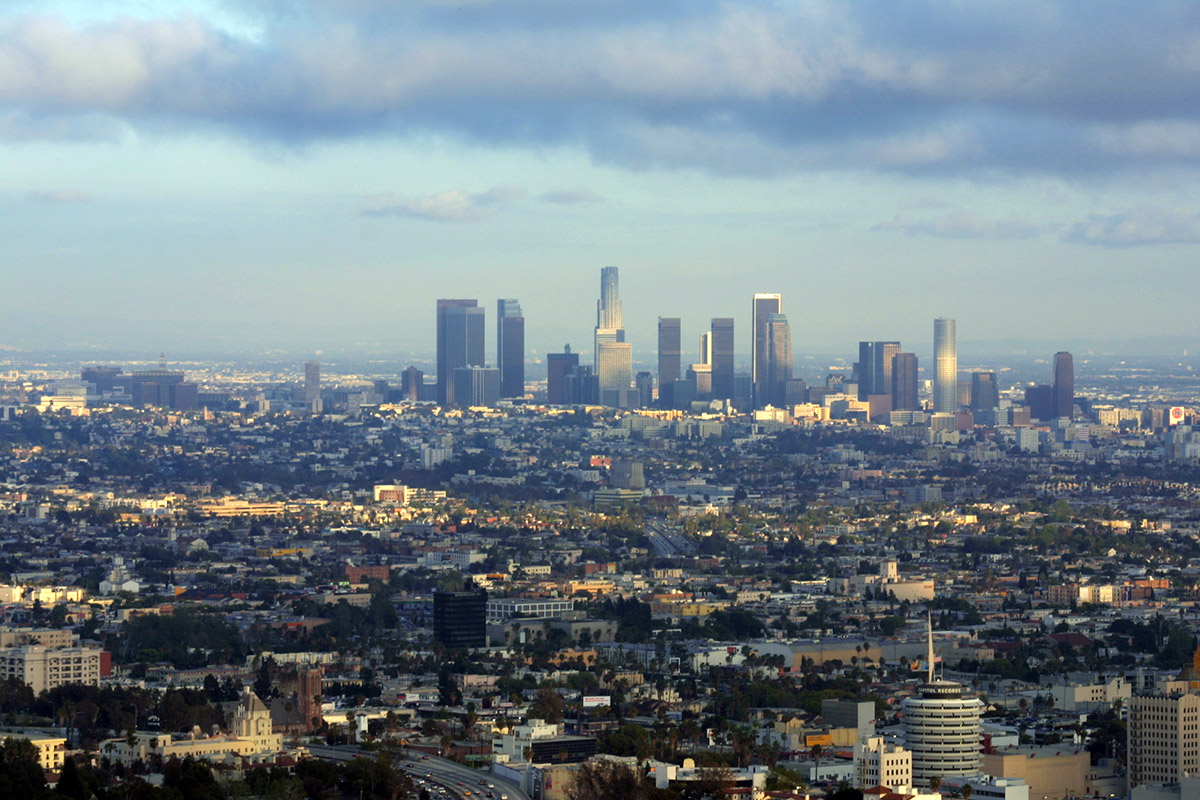
L'expansió de l'àrea metropolitana de Los Angeles és un exemple de sub-urbanització.

La urbanització és el fenomen del creixement de les zones urbanes a conseqüència del desenvolupament de la societat i de l'expansió dels modes de vida urbans. Les Nacions Unides van predit que el 2008 la meitat de la població mundial viuria en àrees urbanes. El 2018 ja eren 55 % i les previsions per a 2050 són de 68%. La urbanització està estretament vinculada a la modernització, la industrialització i el procés sociològic de la racionalització. La urbanització pot descriure una situació específica en un temps establert, és a dir, la proporció de la població total o l'àrea en ciutats o pobles, o el terme per descriure l'augment d'aquesta proporció en el temps. Pel que la urbanització termini pot representar el nivell de relació urbana a la població en general, o pot representar la velocitat a la qual la proporció urbana va en augment.

## Migració

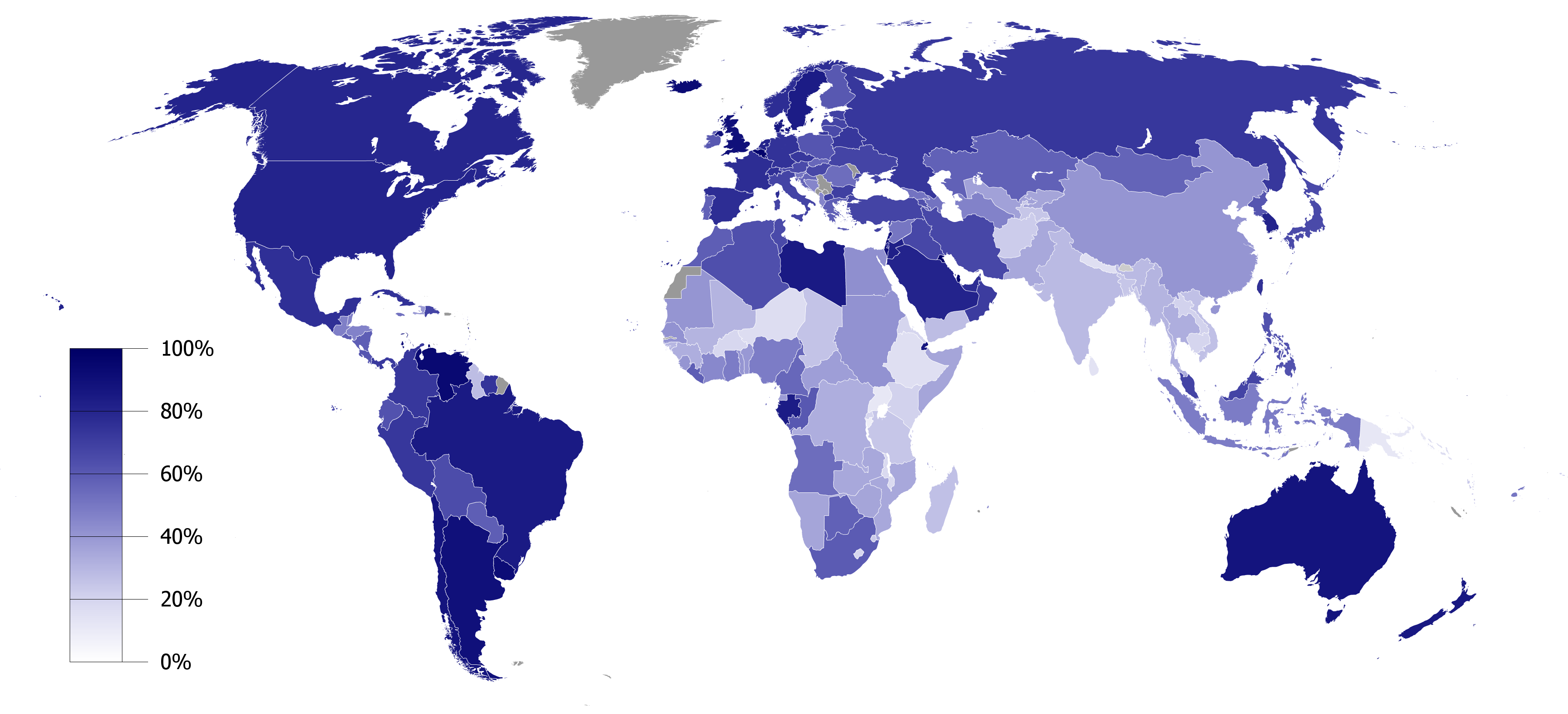
Percentatge de població resident en àrees urbanitzades per país, el 2006.

La ràpida urbanització de la població mundial durant el segle XX es descriu a la revisió sobre perspectives de la urbanització de les Nacions Unides de 2005. La proporció de la població urbana mundial va augmentar dràsticament del 13% (220 milions) el 1900, al 29% (732 milions) el 1950, al 49% (3.200 milions) el 2005. El mateix informe preveia que la xifra probablement augmentaria a 60% (4.900 milions) el 2030.

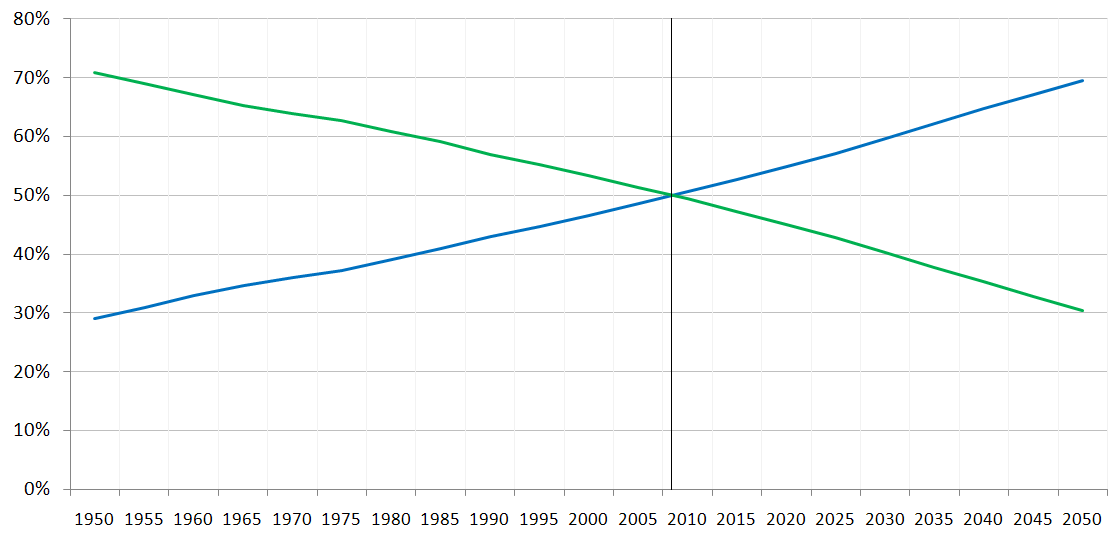
Percentatge de la població mundial: Urbà vs. rural.

D'acord amb l'informe sobre la població mundial 2007 de l'ONU, en algun moment a mitjan 2007, la majoria de la gent a tot el món estaria vivint en ciutats o pobles, per primera vegada en la història, el que es coneix com l'arribada del «Mil·lenni urbà» o el punt d'inflexió. Pel que fa a les tendències futures, s'estimava un 93% del creixement urbà es produirà en els països en desenvolupament, amb el 80% del creixement urbà es produeixen a Àsia i Àfrica. Les taxes d'urbanització varien segons el país. Els Estats Units i Regne Unit tenen un nivell d'urbanització molt més alt que la Xina, l'Índia, Swazilàndia o Níger, però un ritme més lent d'urbanització anual, ja que molt menys la població viu en zones rurals.
- La urbanització als Estats Units mai va arribar a les muntanyes Rocoses a llocs com Jackson (Wyoming), Telluride (Colorado), Taos (Nou Mèxic), i Aspen, Comtat de Douglas (Colorado). L'estat de Vermont també ha estat afectat, igual que la costa de Florida, el Birmingham (Alabama)- Comtat de Jefferson (Alabama), el nord-oest del Pacífic i les illes barrera de Carolina del Nord.
- Al Regne Unit, dos grans exemples de la nova urbanització es pot veure a Swindon (Wiltshire) i Milton Keynes (Buckinghamshire).[10] Aquestes dues ciutats mostren algunes de les taxes de creixement més ràpid a Europa.
- El procés d'urbanització a Catalunya condueix cap a la integració funcional metropolitana d'àmbits anteriorment considerats perifèrics. El litoral turístic i residencial català s'ha convertit en un dels focus més actius de la metropolització.[11]

## Causes

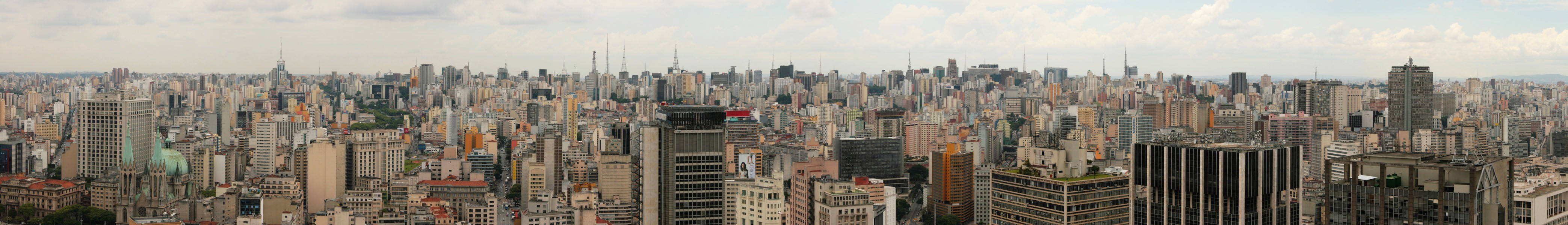
Centre de São Paulo, una de les metròpolis més grans del món

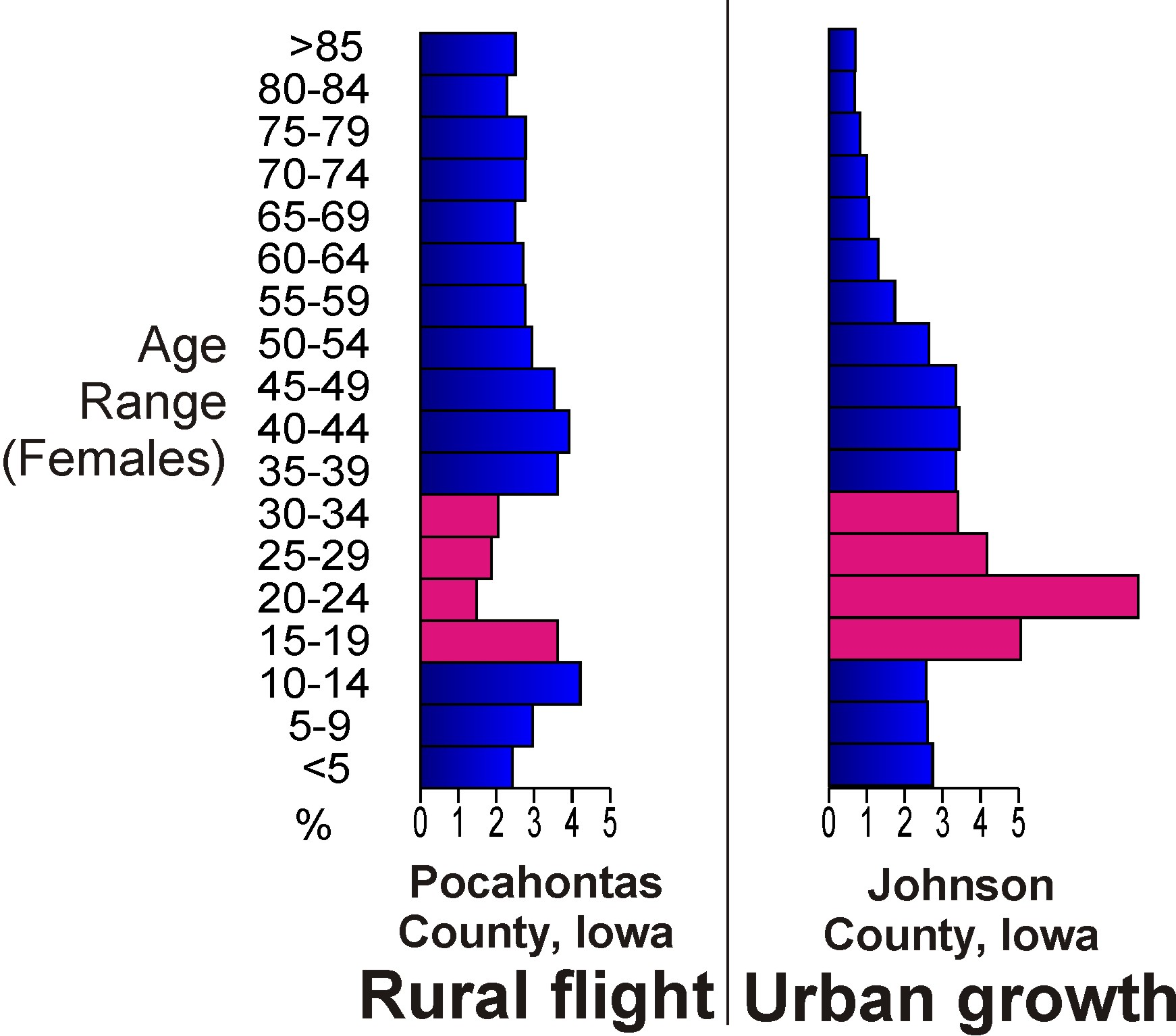
Comparació de les piràmides de població entre el Comtat de Pocahontas (rural) i el Comtat de Johnson (urbà), il·lustratiu de l'emigració de joves adults (vermell) cap a zones urbanes d'Iowa.

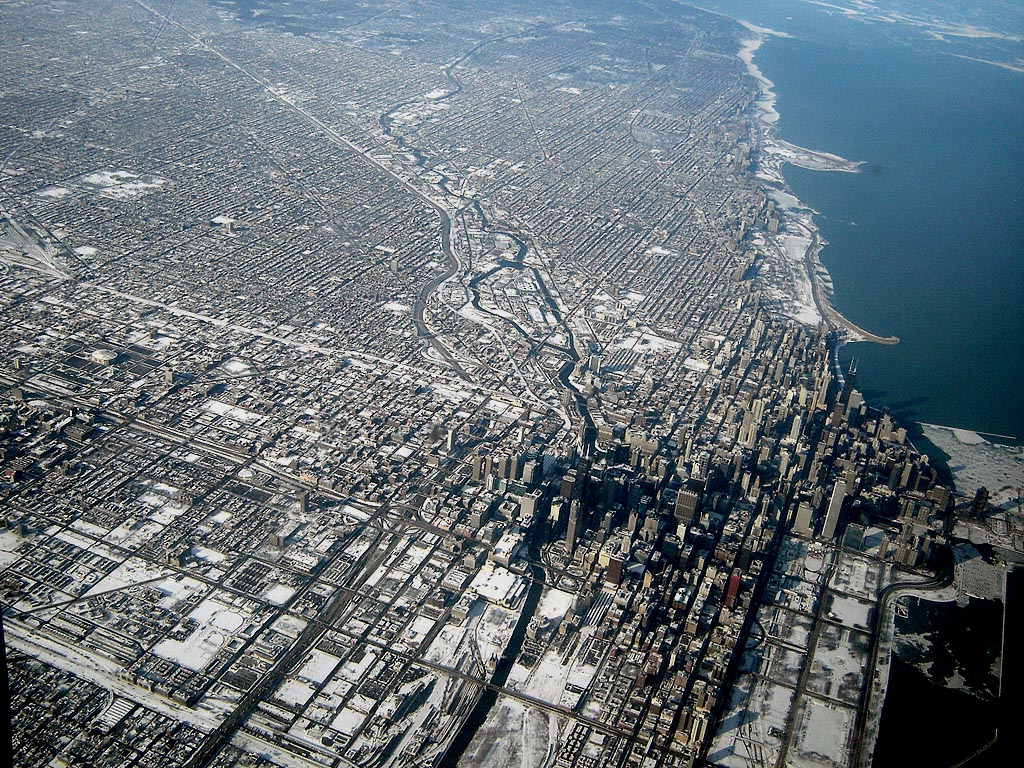
La ciutat de Chicago, Illinois, és un exemple desenvolupament primerenc de la xarxa de distribució. La distribució en graella dels carrers s'imposa fins i tot en la topografia irregular

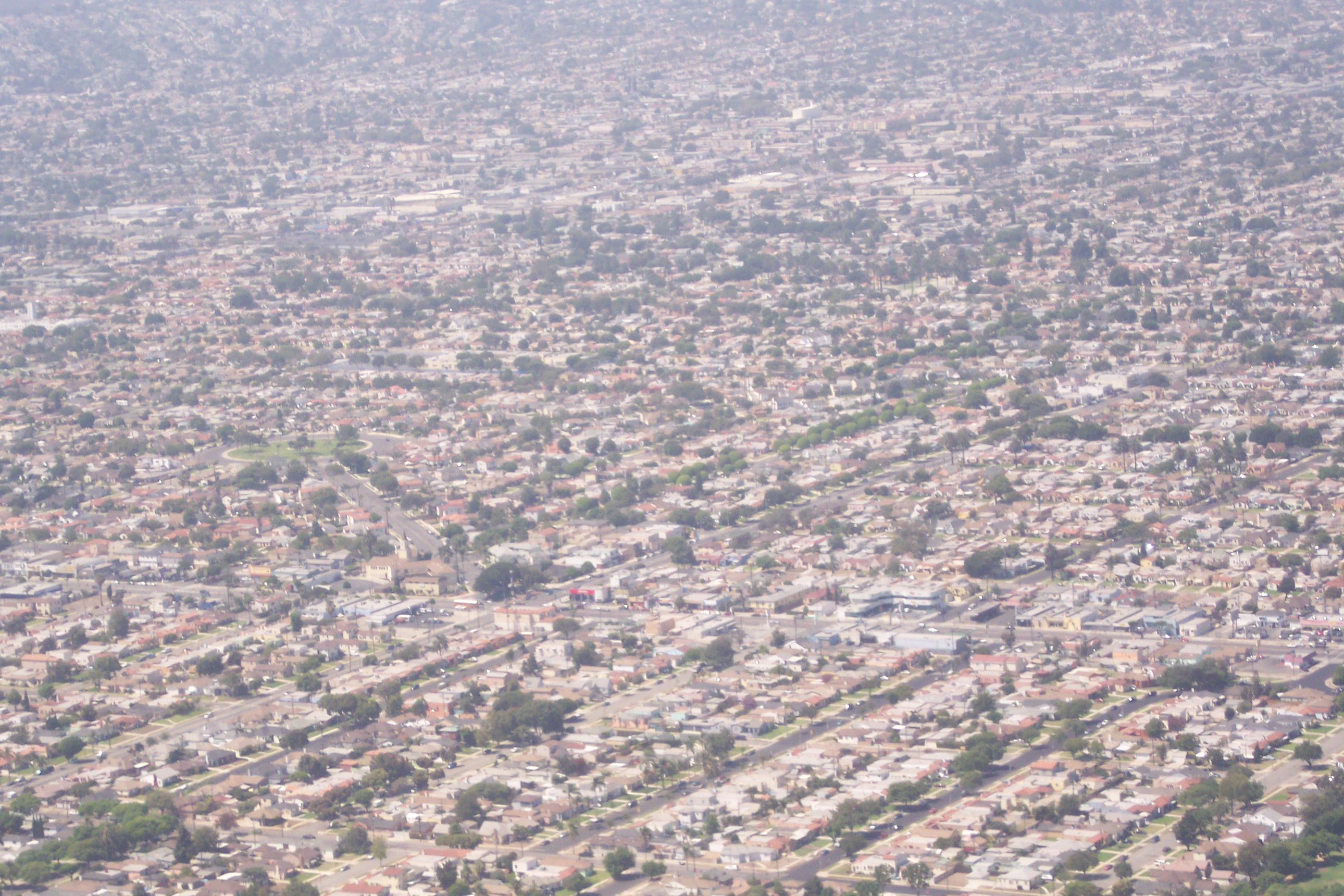
La urbanització no sempre està associada a elevades densitats de població. A Los Angeles o altres llocs els habitatges dels suburbis són sovint de planta baixa i la urbanització és de tipus extensiu

La urbanització es produeix de forma espontània pels esforços individuals i col·lectius per reduir el temps i les despeses en els desplaçaments i el transport al mateix temps que millora les oportunitats d'ocupació, educació, habitatge i transport. Viure en ciutats permet als individus i les famílies a aprofitar les oportunitats de la proximitat, la diversitat i la competència dels mercats.
La gent es desplaça a les ciutats per buscar oportunitats econòmiques. Un factor important que es coneix com a "èxode rural". A les zones rurals, sovint en petites explotacions familiars, és difícil millorar el nivell de vida més enllà del suport bàsic. La vida agrícola depèn de les condicions ambientals impredictibles, i en temps de sequera, inundacions o la plagues, la supervivència es converteix en molt problemàtica. En temps moderns, la industrialització de l'agricultura ha afectat negativament a l'economia d'explotacions petites i mitjanes.
Les ciutats, en canvi, són llocs on els diners, els serveis i la riquesa estan centralitzats. Les ciutats és on les fortunes es fan i on és possible la mobilitat social. Les empreses, que generen llocs de treball i capital, es troben normalment a les zones urbanes. Si la font és el comerç o el turisme, és també a través de les ciutats que els diners estrangers entren en un país. És fàcil veure per què algú que vivia en una granja potser desitgi tenir la seva oportunitat de traslladar-se a la ciutat i tractar de guanyar diners suficients per enviar a casa a la seva família.
Hi ha millors serveis bàsics, així com altres serveis especialitzats que no es troben en les zones rurals. Hi ha més oportunitats de treball i una major varietat de llocs de treball. La salut és un altre factor important. La gent, especialment la gent gran es veu obligada a traslladar-se a les ciutats on hi ha metges i hospitals que poden atendre les seves necessitats de salut. Altres factors inclouen una major varietat d'entreteniment (restaurants, cinemes, parcs temàtics, etc.) i una millor qualitat de l'educació, a saber: les universitats. A causa de la seva alta població, les zones urbanes també poden tenir les comunitats socials molt més diversa que permet a altres a trobar gent com ells quan no podria ser capaç de en les zones rurals.

## Efectes econòmics

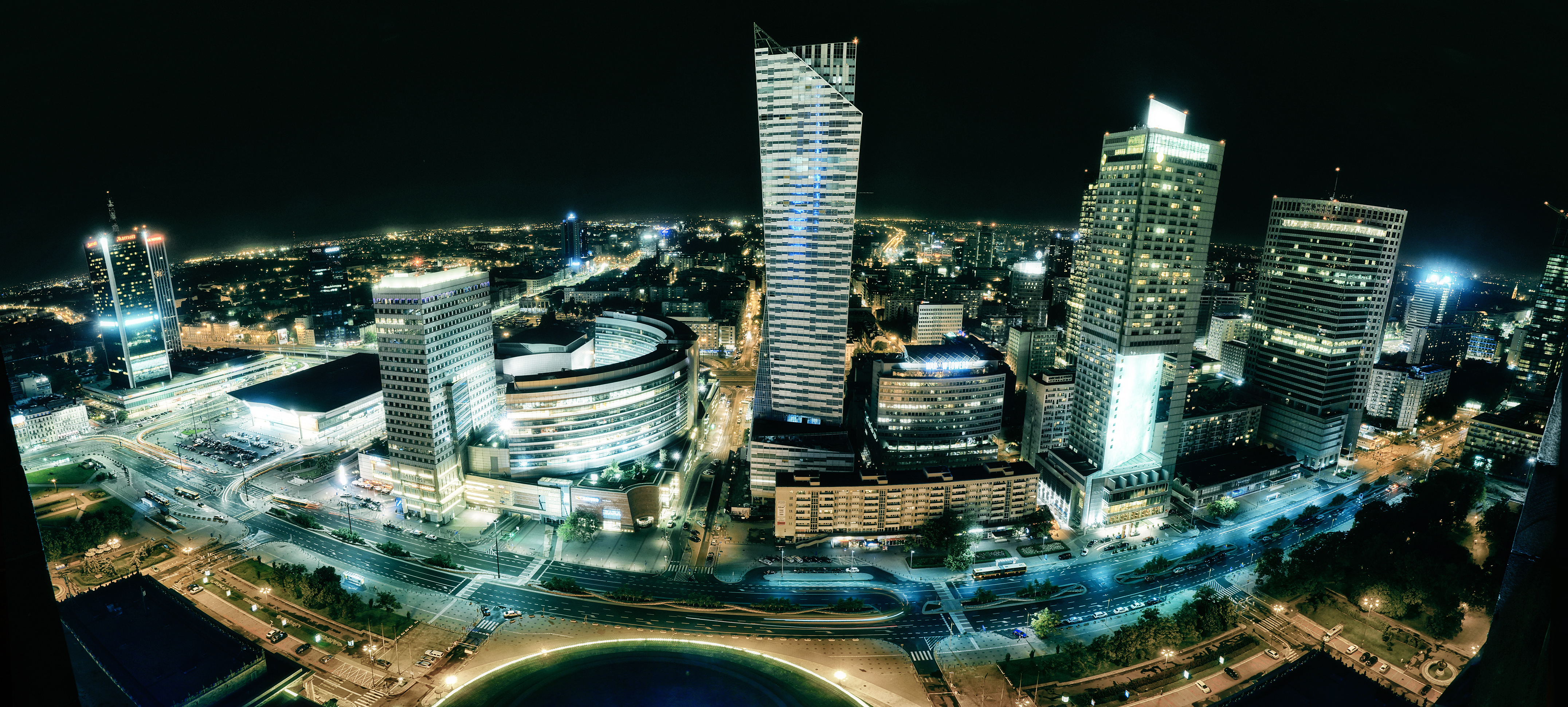
Varsòvia, Polònia

La recerca d'un creixement urbà accelerat i eficiència sovint pot conduir a un desenvolupament urbà menys equitatiu, think tanks, com el Overseas Development Institute fins i tot han proposat polítiques que fomentin el creixement intensiu del treball com a mitjà d'absorbir l'afluència de mà d'obra poc qualificada i no qualificada.
La urbanització sol ser percebuda com una tendència negativa, però de fet pot ser percebut simplement com un fenomen espontani fruit dels esforços individuals i col·lectius per reduir la despesa en desplaçaments i el transport, mentre que la millora d'oportunitats d'ocupació, educació, habitatge i transport. Que viuen a les ciutats permet als individus i les famílies a aprofitar les oportunitats de la proximitat, la diversitat i la competència del mercat.

## Efectes ambientals
L'illa de calor urbana s'ha convertit en una preocupació cada cop més gran i està augmentant en els últims anys. L'illa de calor urbana es forma quan les àrees industrials i urbanes es desenvolupen i la calor es torna més abundant. A les zones rurals, una gran part de l'energia solar es dissipa evaporant l'aigua de vegetació i el sòl. A les ciutats, on tant la vegetació com el sòl exposat és menor que en àrees rurals, la majoria de l'energia del sol és absorbida pels edificis i l'asfalt. Per tant, durant les hores de llum, es produeix menys refredament per evaporació a les ciutats i permet que les temperatures de la superfície s'elevin més que en les zones rurals. Calor de la ciutat addicional és emesa pels vehicles i fàbriques, així com per la calefacció industrial i domèstica i les unitats de refrigeració.
Aquest efecte fa que la ciutat esdevingui entre 1 i 6 °C més calent que les àrees rurals que l'envolten. Els impactes inclouen la reducció de la humitat de la terra i la intensificació del diòxid de carboni.